# Marcellinara
Marcellinara este o comună din provincia Catanzaro, regiunea Calabria, Italia, cu o populație de 2.146 locuitori (1 ianuarie 2023) și o suprafață de 20,91 km².

## Demografie
Marcellinara - evoluția demografică

|  | Graficele sunt indisponibile din cauza unor probleme tehnice. Mai multe informații se găsesc la Phabricator și la wiki-ul MediaWiki. |

Date: Recensăminte sau birourile de statistică - grafică realizată de Wikipedia